# Кордеро Креспо, Луис
Луис Бенхамин Кордеро-и-Креспо (исп. Luis Cordero Crespo; 6 апреля 1833, провинция Каньяр — 30 января 1912, Асуай) — эквадорский поэт, политик, дипломат, президент страны с 1 июля 1892 по 16 апреля 1895 года.

## Биография
Окончил Центральный университет Эквадора в Кито. В 1865 году Креспо стал адвокатом, вёл дела в Верховном суде г. Куэнки.
Активный политик, член «Республиканского союза» или либерально-католической партии прогрессистов, искавшей примирения либералов и консерваторов. Был членом временной правящей хунты, которая привела его партию к власти в 1883 году.
Победив с 58 % голосов на президентских выборах кандидата консерваторов, 1 июля 1892 занял пост президента Эквадора. Среди приоритетов его президентского срока было улучшения системы образования, в частности создание школ для детей из бедных семей и преодоление финансовых трудностей, доставшихся ему от предыдущих президентов.

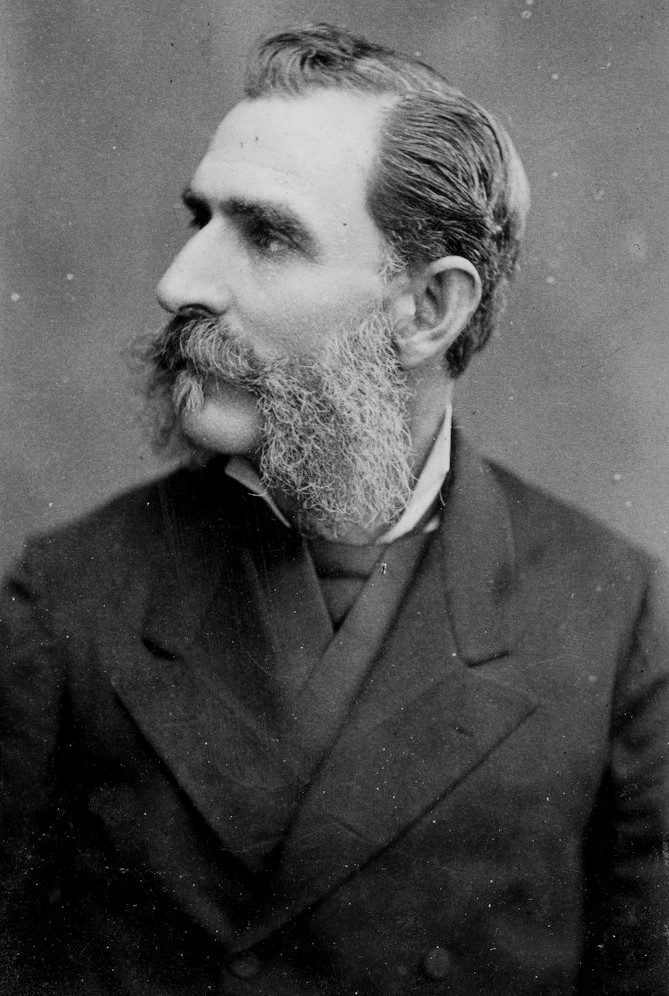
Луис Кордеро Креспо. около 1883 г.

Несмотря на популярность, Луис Кордеро был вынужден покинуть свой пост после международного политического скандала, известного, как «продажа флага». Во время первой японо-китайской войны (1894—1895), эквадорский посол в Чили продавал оружие Японии от имени чилийских предпринимателей, несмотря на объявленный нейтралитет Чили в войне.
Груз был задержан и, так как он для сокрытия участия Чили, был доставлен под флагом Эквадора, мировая общественность обвинила Кордеро, в результате он был вынужден уйти в отставку. По итогам восстания в Гуаякиле к власти пришли либералы в лице генерала Элоя Альфаро.
В 1898 году эквадорский Верховный суд снял все обвинения против Кордеро, после того как участие эквадорского посла в Чили вышли на свет.
В 1910 был назначен президентом республики Элоем Альфаро главой государственной делегации Эквадора для празднования первого столетия независимости Чили.
После возвращения на родину в 1911—1912 — ректор Университета Куэнки до самой своей смерти, наступившей через два дня после расправы консерваторов над Элоем Альфаро и другими либеральными лидерами в столице.

## Творчество
Писал поэзию на испанском и языке кичуа. В 1892 издал первый кичуа-испанский и испанско-кичуа словарь.

## Избранная библиография
- Dos cantos a la Raza Latina
- Elogio de Malo y Solano
- Poesías Jocosas
- Poesías Serias
- El Rimini llacta y el Cuchiquillca
- El Adios
- Luis Cordero (1892): Quichua Shimiyuc Panca: Quichua-Castilla, Castilla-Quichua = Diccionario Quichua Quichua-Castellano, Castellano-Quichua. Coleccion Kashcanchicracmi, 1, 427 pankakuna, 4th edition, January 1989, ISBN 9978-84-042-7